# Alexandra Nikolajewna Alikina
Alexandra Nikolajewna Alikina (russisch Александра Николаевна Аликина; * 3. Mai 1990 in Nytwa, Region Perm) ist eine russische Biathletin.
Alexandra Alikina lebt in Nitwa und arbeitet als Sportlehrerin. Sie begann 2008 mit dem Biathlonsport und wird von Leonid Gurew trainiert. Ihre ersten internationalen Rennen bestritt die Russin 2011 im Rahmen der Juniorenweltmeisterschaften in Nové Město na Moravě. In Tschechien verpasste sie zwar im Einzel als 21. weit die Medaillenränge, gewann aber in Sprint und Verfolgungsrennen hinter Dorothea Wierer und vor Ingela Andersson im Sprintrennen und Laura Dahlmeier im Verfolger die Silbermedaillen. Mit Swetlana Perminowa und Olga Galitsch gewann sie zudem den Titel im Staffelrennen, die sie als Startläuferin auf den Weg brachte. Es folgten wenig später Starts bei den Juniorenrennen der Europameisterschaften in Ridnaun. Hier verpasste Alikina erneut als 28. im Einzel weit die Medaillenränge. Im Sprint konnte sie den Titel von Dorothea Wierer und ihrer Mannschaftskameradin Olga Galich gewinnen, im Verfolgungsrennen verpasste sie eine weitere Medaille als Viertplatzierte hinter Wierer, Galich und Svetlana Perminova um einen Rang. Mit sechs Schießfehlern konnte sie auch als gute Läuferin den besseren Schützinnen nicht Paroli bieten. Für das Mixed-Staffelrennen wurde Alikina nicht berufen.
Ihr Debüt bei den Frauen im Leistungsbereich gab Alikina bei den Europameisterschaften 2012 in Osrblie. In der Slowakei wurde sie im Sprint 14. und im Verfolgungsrennen belegte sie Rang 12. Im Staffelwettbewerb gewann sie mit Anastassija Sagoruiko, Jewgenija Seledzowa und Jekaterina Schumilowa hinter der übermächtigen Staffel aus der Ukraine und vor der deutschen Vertretung die Silbermedaille.